# Товарково (Тульская область)
Товарково — село в Богородицком районе Тульской области России.
В рамках административно-территориального устройства является центром Товарковского сельского округа Богородицкого района, в рамках организации местного самоуправления включается в Товарковское сельское поселение.

## География
Расположено в 1,5 км к югу от южной окраины города Богородицка 

## Население
| 2002 | 2010 |
| ---- | ---- |
| 1066 | ↘909 |

Население — 909 человек (2010).

## История
Село основано в XVII веке выходцами из села Товарково Калужской губернии. После открытия храма во имя Преображения Господня в 1682 году село получило также и церковное название: Товарково (Спасское). В 1864—1875 годы на средства прихожан был возведен каменный храм Преображения Господня. Около 1940 года храм был взорван. Сейчас его место отмечено памятным знаком.
С 2006 до 2013 гг. (до упразднения и включения городского поселения р.п. Товарковский в состав Товарковского сельского поселения) село Товарково являлось центром этого сельского поселения; новым административным центром после этого стал посёлок Товарковский.

## Известные люди
В селе родились:
- Безбородов, Василий Петрович — Герой Советского Союза.
- Глаголева-Аркадьева, Александра Андреевна — первая русская женщина-физик.
- Зуев, Алексей Алексеевич — Герой Советского Союза.
- Чистозвонов, Михаил Васильевич — советский инженер-механик.